# Gerichtsbezirk Politz
Der Gerichtsbezirk Politz (tschechisch: soudní okres Police) war ein dem Bezirksgericht Politz unterstehender Gerichtsbezirk im Kronland Böhmen. Er umfasste Gebiete im Nordosten Böhmens im späteren Okres Náchod. Zentrum des Gerichtsbezirks war die Stadt Politz (Police). Das Gebiet gehörte seit 1918 zur neu gegründeten Tschechoslowakei und ist seit 1991 Teil der Tschechischen Republik.

## Geschichte
Die ursprüngliche Patrimonialgerichtsbarkeit wurde im Kaisertum Österreich nach den Revolutionsjahren 1848/49 aufgehoben. An ihre Stelle traten die Bezirks-, Landes- und Oberlandesgerichte, die nach den Grundzügen des Justizministers geplant und deren Schaffung am 6. Juli 1849 von Kaiser Franz Joseph I. genehmigt wurde. Der Gerichtsbezirk Politz gehörte zunächst zum Königgrätzer Kreis und umfasste 1854 die 42 Katastralgemeinden Bösig, Bukawic, Chliwitz, Deutsch Matha, Dörrengrund, Dreiborn, Groß-Dřevíč, Großlabnay, Großledhui, Großpetrowic, Hochsichel, Hottendorf, Hutberg, Jibka, Johnsdorf, Lhota, Liebenau, Löchau, Machau, Marschau, Merkelsdorf, Mölten, Niederadersbach, Nieder-Dřevíč, Niedereichel, Niedermohren, Oberadersbach, Ober-Dřevíč, Obermohren, Oberwekelsdorf, Oberwernersdorf, Piekau, Polic, Skalka, Starkstadt, Unterwekelsdorf, Unterwernersdorf, Wüstrei und Zdar. Der Gerichtsbezirk Politz bildete im Zuge der Trennung der politischen von der judikativen Verwaltung ab 1868 gemeinsam mit dem Gerichtsbezirk Braunau den Bezirk Braunau. Durch die Abspaltung der deutschsprachigen Gebiete und der damit verbundenen Gründung des Gerichtsbezirk Wekelsdorf (Teplice) verlor der Gerichtsbezirk Politz 1894 mehr als die Hälfte seiner Bevölkerung.
Im Gerichtsbezirk Politz lebten 1869 28.316 Menschen, 1900 waren es auf Grund der Gebietsverluste nur noch 12.729 Personen. Der Gerichtsbezirk Politz wies 1910 eine Bevölkerung von 13.239 Personen auf, von denen 84 Deutsch und 13.078 Tschechisch als Umgangssprache angaben. Im Gerichtsbezirk lebten zudem 77 Anderssprachige oder Staatsfremde.
Durch die Grenzbestimmungen des am 10. September 1919 abgeschlossenen Vertrages von Saint-Germain kam der Gerichtsbezirk Politz vollständig zur neugegründeten Tschechoslowakei, wobei die Gerichtseinteilung bis 1938 im Wesentlichen bestehen blieb. Nach dem Münchner Abkommen wurde das Gebiet dem Landkreis Braunau bzw. dem Sudetenland zugeschlagen und wurde nach dem Zweiten Weltkrieg Teil des Okres Náchod, zu dem es bis heute gehört. Nachdem die Bezirksbehörden im Zuge einer Verwaltungsreform 2003 ihre Verwaltungskompetenzen verloren, werden diese von den Gemeinden bzw. dem Královéhradecký kraj wahrgenommen, zu dem das Gebiet um Police nad Metují seit Beginn des 21. Jahrhunderts gehört.

## Gerichtssprengel
Der Gerichtssprengel umfasste Ende 1914 die 18 Gemeinden Bieley (Bělý), Böhmisch Matha (Česká Metuje), Bösig (Bezděkov), Bukawitz (Bukovice), Dörrengrund (Suchý Důl), Großdrewitsch (Velký Dřevíč), Großlabnay (Velký Hlavňov), Großledhuj (Ledhuj), Großpetrowitz (Velké Petrovice), Hochsichel (Vysoká Srbská), Lhota Mölten (Machovská Lhota), Machau (Machov), Marschau (Maršov), Niedersichel (Nízká Srbská), Piekau (Pěkov), Politz (Police), Žabokrk (Žabokrky) und Žďár (Žďár).